# Хатчинсон (округ, Южная Дакота)
Округ Хатчинсон (англ. Hutchinson County) располагается в штате Южная Дакота, США. Официально образован в 1862 году. По состоянию на 2010 год, численность населения составляла 7343 человека.

## География
По данным Бюро переписи США, общая площадь округа равняется 2108,262 км2, из которых 2105,672 км2 — суша, и 1,500 км2, или 0,19 % — это водоёмы.

## Население
По данным переписи населения 2000 года в округе проживает 8 075 жителей в составе 3 190 домашних хозяйств и 2 191 семей. Плотность населения составляет 4,00 человека на км2. На территории округа насчитывается 3 517 жилых строений, при плотности застройки около 2,00-х строений на км2. Расовый состав населения: белые — 98,82 %, афроамериканцы — 0,09 %, коренные американцы (индейцы) — 0,57 %, азиаты — 0,10 %, гавайцы — 0,00 %, представители других рас — 0,06 %, представители двух или более рас — 0,36 %. Испаноязычные составляли 0,52 % населения независимо от расы.
В составе 28,00 % из общего числа домашних хозяйств проживают дети в возрасте до 18 лет, 61,50 % домашних хозяйств представляют собой супружеские пары, проживающие вместе, 4,40 % домашних хозяйств представляют собой одиноких женщин без супруга, 31,30 % домашних хозяйств не имеют отношения к семьям, 29,60 % домашних хозяйств состоят из одного человека, 18,50 % домашних хозяйств состоят из престарелых (65 лет и старше), проживающих в одиночестве. Средний размер домашнего хозяйства составляет 2,43 человека, и средний размер семьи 3,03 человека.
Возрастной состав округа: 24,90 % моложе 18 лет, 5,60 % от 18 до 24, 22,10 % от 25 до 44, 21,20 % от 45 до 64 и 21,20 % от 65 и старше. Средний возраст жителя округа 43 лет. На каждые 100 женщин приходится 94,90 мужчин. На каждые 100 женщин старше 18 лет приходится 90,70 мужчин.
Средний доход на домохозяйство в округе составлял 30 026 USD, на семью — 37 715 USD. Среднестатистический заработок мужчины был 25 654 USD против 18 141 USD для женщины. Доход на душу населения составлял 15 922 USD. Около 9,60 % семей и 13,00 % общего населения находились ниже черты бедности, в том числе — 18,30 % молодежи (тех, кому ещё не исполнилось 18 лет) и 11,30 % тех, кому было уже больше 65 лет.